# Musée des lettres et manuscrits
Musée des lettres et manuscrits (česky Muzeum dopisů a rukopisů) bylo soukromé muzeum v Paříži, které uchovávalo a vystavovalo dopisy a rukopisy významných osobností. Do svého uzavření v roce 2015 sídlilo na adrese Boulevard Saint-Germain č. 222 v 7. obvodu.

## Historie
Muzeum bylo otevřeno v roce 2004 v ulici Rue de Nesle č. 8 a roku 2010 se přesunulo na Boulevard Saint-Germain. Kvůli právním problémům ve spojitosti se společností Aristophil bylo muzeum v roce 2015 uzavřeno a jeho majetek byl vydražen 21. května 2015.

## Sbírky
- Literáti – René Descartes, La Rochefoucauld, Voltaire, Jean-Jacques Rousseau, Denis Diderot, markýz de Sade, Johann Wolfgang von Goethe, François René de Chateaubriand, Stendhal, Gérard de Nerval, Alfred de Musset, Théophile Gautier, Charles Baudelaire, Gustave Flaubert, Edmond de Goncourt, Jules Verne, Lev Nikolajevič Tolstoj, Émile Zola, Paul Verlaine, Marcel Proust, Guillaume Apollinaire a Louis-Ferdinand Céline.
- Malíři – Jacques-Louis David, Jean Auguste Dominique Ingres, Édouard Manet, Edgar Degas, Félix Nadar, René Magritte a Balthus.
- Hudebníci a skladatelé – Wolfgang Amadeus Mozart, Ludwig van Beethoven, Fryderyk Chopin, Robert Schumann a Ferenc Liszt.
- Vědci a inženýři – Albert Einstein, Isaac Newton, bratři Montgolfierové, Louis Pasteur, Ferdinand de Lesseps, Marie Curie-Skłodowská, Rudolf Diesel a Gustave Eiffel.
- Panovníci – Karel VI., Karel VIII., František I., Kateřina Medicejská, František II. a Jindřich IV.
- Politici – Lev Davidovič Trockij, Mahátma Gándhí, Winston Churchill, Franklin Delano Roosevelt a Charles de Gaulle.